# Mompha grandis
Mompha grandis é uma espécie de mariposa do gênero Mompha pertencente à família Coleophoridae.